# 条河镇
条河镇，原为条河乡，是中华人民共和国河南省商丘市永城市下辖的一个乡镇级行政单位。2018年撤乡设镇。区划代码改为411481128。

## 行政区划
条河镇下辖以下地区：
李楼村、前堤湾村、种寨村、邵山村、郭集村、排集村、贾洼村、南鱼山村、条河村、李双楼村、徐山村、翟营村、宗楼村、王山村、李各村、邸楼村、吴营村、王石庄村、祝庄村、郑楼村、冯庄村、水库村、东候庙村、侯庵村、王庙村、肖庄村、北鱼山村、后堤湾村、西侯庙村和潘道口村。